# Исла-Агуада
Исла-Агуада (исп. Isla Aguada) — небольшой городок в Мексике, в штате Кампече, входит в состав муниципалитета Кармен. Численность населения, по данным переписи 2020 года, составила 7620 человек.

## История
В доиспанский период в этих местах приживали индейцы чонталь.
В 1762 году, в эти места были отправлены испанские корабли, чтобы покончить с обосновавшимися здесь пиратами. После этого был основан небольшой форт и сторожевая башня.
В 1923 году поселению был присвоен статус вильи.

## Население
| Год  | Численность | Численность |
| ---- | ----------- | ----------- |
| 2000 | 4123        | [ 5 ]       |
| 2005 | 4688        | [ 6 ]       |
| 2010 | 6204        | [ 7 ]       |
| 2020 | 7620        | [ 8 ]       |